# Viola bubanii
Viola bubanii är en violväxtart. Viola bubanii ingår i släktet violer, och familjen violväxter.

## Underarter
Arten delas in i följande underarter:
- V. b. bubanii
- V. b. palentina

## Bildgalleri

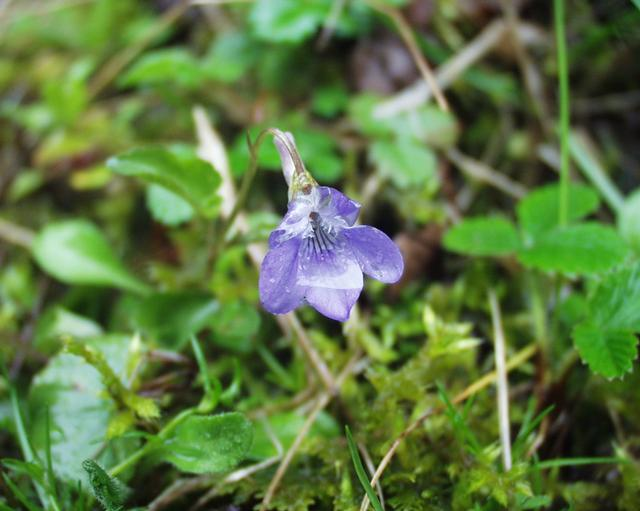
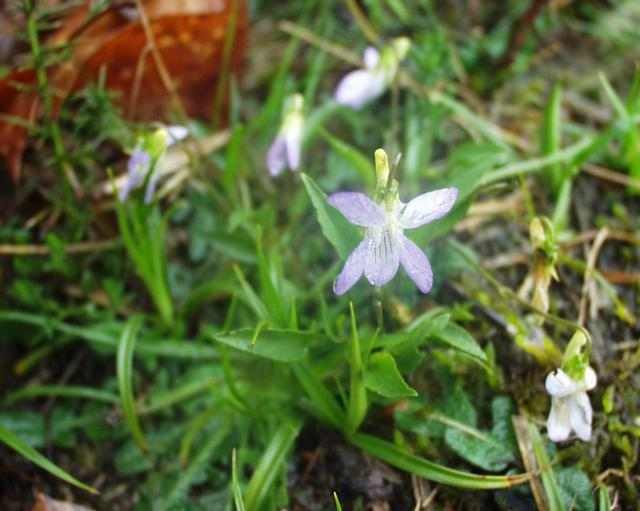
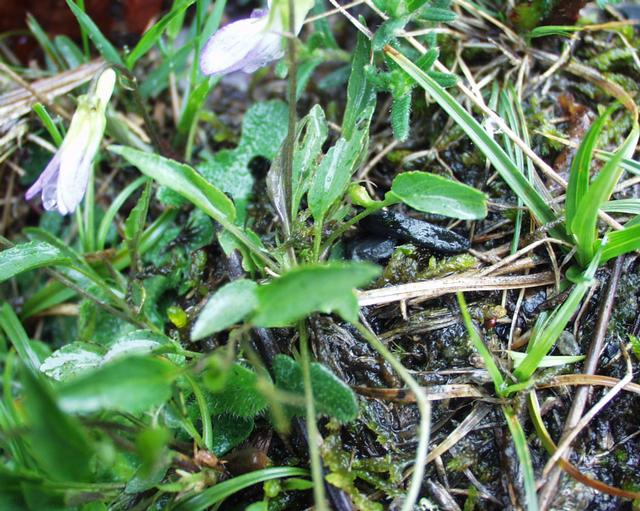